# تشيهيرو فوجيوكا
تشيهيرو فوجيوكا (باليابانية: 藤岡千尋؛ بالكانا: ふじおか ちひろ) هو ملحن ومنتج ألعاب فيديو ياباني، ولد في 24 أكتوبر 1959 في أوساكا في اليابان.

## وصلات خارجية
- تشيهيرو فوجيوكا على موقع ميوزك برينز (الإنجليزية)
- تشيهيرو فوجيوكا على موقع ديسكوغز (الإنجليزية)